# Новокаховська єпархія УПЦ (МП)
Новокаховська єпархія — єпархія УПЦ (Московського Патріархату) на території Бериславського, Великолепетиського, Великоолександрівського, Верхньорогачицького, Високопільського, Генічеського, Горностаївського, Іванівського, Каховського, Нижньосірогозького, Нововоронцовського та Новотроїцького районів Херсонської області. Створена 2007 року.

## Історія
Заснована на засіданні синоду РПЦвУ 14 грудня 2007 року виділенням зі складу Херсонської єпархії. Перша назва була — Каховська єпархія, але незабаром була перейменована на Новокаховську.
Першим архієреєм Новокаховської кафедри став Преосвященніший єпископ Іоасаф (Губень).
14 квітня 2009 року синод затвердив титул правлячих архієреїв Новокаховської єпархії «Новокаховський і Генічеський».
10 лютого 2011 — архімандрит Філарет Звєрєв наречений єпископом Новокаховським та Генічеським.
12 лютого 2011 — митрополит Володимир Сабодан здійснив хіротонію.
Кафедральний храм: Свято-Андріївський кафедральний собор. Перший камінь собору було закладено у 1994 році.

## Єпископи
- Іоасаф (Губень) (16 грудня 2007 — 10 лютого 2011)
- Філарет (Звєрєв) (з 12 лютого 2011)

## Благочиння
- Бериславське
- Нижньо-Сирогозьке
- Новокаховське
- Нововоронцовське
- Каховське
- Іванівське
- Горностаївське
- Генічеське
- Великолепетихське
- Великоолександрівське
- Верхньорогачинське
- Високопільське
- Новотроїцьке

## Монастирі
- Свято-Григорієвський Бизюківський чоловічий монастир
- Корсунський Богородичний жіночий монастир